# Шепп, Арчи
Арчи Вернон Шепп (англ. Archie Vernon Shepp; р. 24 мая 1937 года, Форт-Лодердейл, Флорида, США) — американский джазовый тенор- и сопрано-саксофонист, пианист и вокалист. Один из лидеров фри-джаза 1960-х годов. Известен своими афроцентристскими композициями, поднимавшим тему несправедливого отношения к афроамериканцам (например, по случаю бунта в «Аттике», или же включавшим соответствующие цитаты Малкольма Икс и Джеймса Болдуина).
Родился в Форт-Лорендейл, но вырос в Филадельфии, Пенсильвания. С детства обучался игре на саксофоне, кларнете и фортепиано, в итоге сделав выбор в пользу тенор-саксофона. В 1955 — 1959 годах изучал драматическое искусство в колледже Годдарда, но затем решил профессионально заняться музыкой. Первую запись под собственным именем выпустил в 1962 году. Известность приобрёл в середине 1960-х, тогда же в его текстах всё заметнее стали звучать как обращение к народным африканским традициям, так и политический протест против расовой сегрегации. В 1971 году Шепп стал профессором музыки в университете Массачусетса Амхёрст , оставаясь на этой должности в течение 30 лет, а также стал профессором афроамериканских исследований в Буффало.